# Samuel Loyd
Samuel Loyd (ur. 30 stycznia 1841 w Filadelfii, zm. 10 kwietnia 1911 w Nowym Jorku) – amerykański wynalazca gier i specjalista od zagadek.

## Dorobek
Loyd odkrył wiele tangramów, a także spopularyzował tak zwaną Piętnastkę, rodzaj puzzla będącego pierwowzorem kostki Rubika. Zajmował się także turniejową grą w szachy oraz układał zadania szachowe. W swoim najlepszym okresie mieścił się w czołówce najlepszych szachistów na świecie, według retrospektywnego systemu Chessmetrics, najwyżej sklasyfikowany był w październiku 1868, zajmował wówczas 15. miejsce na świecie.
Przykładowa kompozycja szachowa autorstwa Samuela Loyda:
|   | a | b | c | d | e | f | g | h |   |
| 8 | c8 – Biały król · h8 – Biały skoczek · d7 – Biały pionek · e7 – Biały pionek · g7 – Czarny król · f6 – Biały skoczek · g5 – Czarny skoczek | c8 – Biały król · h8 – Biały skoczek · d7 – Biały pionek · e7 – Biały pionek · g7 – Czarny król · f6 – Biały skoczek · g5 – Czarny skoczek | c8 – Biały król · h8 – Biały skoczek · d7 – Biały pionek · e7 – Biały pionek · g7 – Czarny król · f6 – Biały skoczek · g5 – Czarny skoczek | c8 – Biały król · h8 – Biały skoczek · d7 – Biały pionek · e7 – Biały pionek · g7 – Czarny król · f6 – Biały skoczek · g5 – Czarny skoczek | c8 – Biały król · h8 – Biały skoczek · d7 – Biały pionek · e7 – Biały pionek · g7 – Czarny król · f6 – Biały skoczek · g5 – Czarny skoczek | c8 – Biały król · h8 – Biały skoczek · d7 – Biały pionek · e7 – Biały pionek · g7 – Czarny król · f6 – Biały skoczek · g5 – Czarny skoczek | c8 – Biały król · h8 – Biały skoczek · d7 – Biały pionek · e7 – Biały pionek · g7 – Czarny król · f6 – Biały skoczek · g5 – Czarny skoczek | c8 – Biały król · h8 – Biały skoczek · d7 – Biały pionek · e7 – Biały pionek · g7 – Czarny król · f6 – Biały skoczek · g5 – Czarny skoczek | 8 |
| 7 | c8 – Biały król · h8 – Biały skoczek · d7 – Biały pionek · e7 – Biały pionek · g7 – Czarny król · f6 – Biały skoczek · g5 – Czarny skoczek | c8 – Biały król · h8 – Biały skoczek · d7 – Biały pionek · e7 – Biały pionek · g7 – Czarny król · f6 – Biały skoczek · g5 – Czarny skoczek | c8 – Biały król · h8 – Biały skoczek · d7 – Biały pionek · e7 – Biały pionek · g7 – Czarny król · f6 – Biały skoczek · g5 – Czarny skoczek | c8 – Biały król · h8 – Biały skoczek · d7 – Biały pionek · e7 – Biały pionek · g7 – Czarny król · f6 – Biały skoczek · g5 – Czarny skoczek | c8 – Biały król · h8 – Biały skoczek · d7 – Biały pionek · e7 – Biały pionek · g7 – Czarny król · f6 – Biały skoczek · g5 – Czarny skoczek | c8 – Biały król · h8 – Biały skoczek · d7 – Biały pionek · e7 – Biały pionek · g7 – Czarny król · f6 – Biały skoczek · g5 – Czarny skoczek | c8 – Biały król · h8 – Biały skoczek · d7 – Biały pionek · e7 – Biały pionek · g7 – Czarny król · f6 – Biały skoczek · g5 – Czarny skoczek | c8 – Biały król · h8 – Biały skoczek · d7 – Biały pionek · e7 – Biały pionek · g7 – Czarny król · f6 – Biały skoczek · g5 – Czarny skoczek | 7 |
| 6 | c8 – Biały król · h8 – Biały skoczek · d7 – Biały pionek · e7 – Biały pionek · g7 – Czarny król · f6 – Biały skoczek · g5 – Czarny skoczek | c8 – Biały król · h8 – Biały skoczek · d7 – Biały pionek · e7 – Biały pionek · g7 – Czarny król · f6 – Biały skoczek · g5 – Czarny skoczek | c8 – Biały król · h8 – Biały skoczek · d7 – Biały pionek · e7 – Biały pionek · g7 – Czarny król · f6 – Biały skoczek · g5 – Czarny skoczek | c8 – Biały król · h8 – Biały skoczek · d7 – Biały pionek · e7 – Biały pionek · g7 – Czarny król · f6 – Biały skoczek · g5 – Czarny skoczek | c8 – Biały król · h8 – Biały skoczek · d7 – Biały pionek · e7 – Biały pionek · g7 – Czarny król · f6 – Biały skoczek · g5 – Czarny skoczek | c8 – Biały król · h8 – Biały skoczek · d7 – Biały pionek · e7 – Biały pionek · g7 – Czarny król · f6 – Biały skoczek · g5 – Czarny skoczek | c8 – Biały król · h8 – Biały skoczek · d7 – Biały pionek · e7 – Biały pionek · g7 – Czarny król · f6 – Biały skoczek · g5 – Czarny skoczek | c8 – Biały król · h8 – Biały skoczek · d7 – Biały pionek · e7 – Biały pionek · g7 – Czarny król · f6 – Biały skoczek · g5 – Czarny skoczek | 6 |
| 5 | c8 – Biały król · h8 – Biały skoczek · d7 – Biały pionek · e7 – Biały pionek · g7 – Czarny król · f6 – Biały skoczek · g5 – Czarny skoczek | c8 – Biały król · h8 – Biały skoczek · d7 – Biały pionek · e7 – Biały pionek · g7 – Czarny król · f6 – Biały skoczek · g5 – Czarny skoczek | c8 – Biały król · h8 – Biały skoczek · d7 – Biały pionek · e7 – Biały pionek · g7 – Czarny król · f6 – Biały skoczek · g5 – Czarny skoczek | c8 – Biały król · h8 – Biały skoczek · d7 – Biały pionek · e7 – Biały pionek · g7 – Czarny król · f6 – Biały skoczek · g5 – Czarny skoczek | c8 – Biały król · h8 – Biały skoczek · d7 – Biały pionek · e7 – Biały pionek · g7 – Czarny król · f6 – Biały skoczek · g5 – Czarny skoczek | c8 – Biały król · h8 – Biały skoczek · d7 – Biały pionek · e7 – Biały pionek · g7 – Czarny król · f6 – Biały skoczek · g5 – Czarny skoczek | c8 – Biały król · h8 – Biały skoczek · d7 – Biały pionek · e7 – Biały pionek · g7 – Czarny król · f6 – Biały skoczek · g5 – Czarny skoczek | c8 – Biały król · h8 – Biały skoczek · d7 – Biały pionek · e7 – Biały pionek · g7 – Czarny król · f6 – Biały skoczek · g5 – Czarny skoczek | 5 |
| 4 | c8 – Biały król · h8 – Biały skoczek · d7 – Biały pionek · e7 – Biały pionek · g7 – Czarny król · f6 – Biały skoczek · g5 – Czarny skoczek | c8 – Biały król · h8 – Biały skoczek · d7 – Biały pionek · e7 – Biały pionek · g7 – Czarny król · f6 – Biały skoczek · g5 – Czarny skoczek | c8 – Biały król · h8 – Biały skoczek · d7 – Biały pionek · e7 – Biały pionek · g7 – Czarny król · f6 – Biały skoczek · g5 – Czarny skoczek | c8 – Biały król · h8 – Biały skoczek · d7 – Biały pionek · e7 – Biały pionek · g7 – Czarny król · f6 – Biały skoczek · g5 – Czarny skoczek | c8 – Biały król · h8 – Biały skoczek · d7 – Biały pionek · e7 – Biały pionek · g7 – Czarny król · f6 – Biały skoczek · g5 – Czarny skoczek | c8 – Biały król · h8 – Biały skoczek · d7 – Biały pionek · e7 – Biały pionek · g7 – Czarny król · f6 – Biały skoczek · g5 – Czarny skoczek | c8 – Biały król · h8 – Biały skoczek · d7 – Biały pionek · e7 – Biały pionek · g7 – Czarny król · f6 – Biały skoczek · g5 – Czarny skoczek | c8 – Biały król · h8 – Biały skoczek · d7 – Biały pionek · e7 – Biały pionek · g7 – Czarny król · f6 – Biały skoczek · g5 – Czarny skoczek | 4 |
| 3 | c8 – Biały król · h8 – Biały skoczek · d7 – Biały pionek · e7 – Biały pionek · g7 – Czarny król · f6 – Biały skoczek · g5 – Czarny skoczek | c8 – Biały król · h8 – Biały skoczek · d7 – Biały pionek · e7 – Biały pionek · g7 – Czarny król · f6 – Biały skoczek · g5 – Czarny skoczek | c8 – Biały król · h8 – Biały skoczek · d7 – Biały pionek · e7 – Biały pionek · g7 – Czarny król · f6 – Biały skoczek · g5 – Czarny skoczek | c8 – Biały król · h8 – Biały skoczek · d7 – Biały pionek · e7 – Biały pionek · g7 – Czarny król · f6 – Biały skoczek · g5 – Czarny skoczek | c8 – Biały król · h8 – Biały skoczek · d7 – Biały pionek · e7 – Biały pionek · g7 – Czarny król · f6 – Biały skoczek · g5 – Czarny skoczek | c8 – Biały król · h8 – Biały skoczek · d7 – Biały pionek · e7 – Biały pionek · g7 – Czarny król · f6 – Biały skoczek · g5 – Czarny skoczek | c8 – Biały król · h8 – Biały skoczek · d7 – Biały pionek · e7 – Biały pionek · g7 – Czarny król · f6 – Biały skoczek · g5 – Czarny skoczek | c8 – Biały król · h8 – Biały skoczek · d7 – Biały pionek · e7 – Biały pionek · g7 – Czarny król · f6 – Biały skoczek · g5 – Czarny skoczek | 3 |
| 2 | c8 – Biały król · h8 – Biały skoczek · d7 – Biały pionek · e7 – Biały pionek · g7 – Czarny król · f6 – Biały skoczek · g5 – Czarny skoczek | c8 – Biały król · h8 – Biały skoczek · d7 – Biały pionek · e7 – Biały pionek · g7 – Czarny król · f6 – Biały skoczek · g5 – Czarny skoczek | c8 – Biały król · h8 – Biały skoczek · d7 – Biały pionek · e7 – Biały pionek · g7 – Czarny król · f6 – Biały skoczek · g5 – Czarny skoczek | c8 – Biały król · h8 – Biały skoczek · d7 – Biały pionek · e7 – Biały pionek · g7 – Czarny król · f6 – Biały skoczek · g5 – Czarny skoczek | c8 – Biały król · h8 – Biały skoczek · d7 – Biały pionek · e7 – Biały pionek · g7 – Czarny król · f6 – Biały skoczek · g5 – Czarny skoczek | c8 – Biały król · h8 – Biały skoczek · d7 – Biały pionek · e7 – Biały pionek · g7 – Czarny król · f6 – Biały skoczek · g5 – Czarny skoczek | c8 – Biały król · h8 – Biały skoczek · d7 – Biały pionek · e7 – Biały pionek · g7 – Czarny król · f6 – Biały skoczek · g5 – Czarny skoczek | c8 – Biały król · h8 – Biały skoczek · d7 – Biały pionek · e7 – Biały pionek · g7 – Czarny król · f6 – Biały skoczek · g5 – Czarny skoczek | 2 |
| 1 | c8 – Biały król · h8 – Biały skoczek · d7 – Biały pionek · e7 – Biały pionek · g7 – Czarny król · f6 – Biały skoczek · g5 – Czarny skoczek | c8 – Biały król · h8 – Biały skoczek · d7 – Biały pionek · e7 – Biały pionek · g7 – Czarny król · f6 – Biały skoczek · g5 – Czarny skoczek | c8 – Biały król · h8 – Biały skoczek · d7 – Biały pionek · e7 – Biały pionek · g7 – Czarny król · f6 – Biały skoczek · g5 – Czarny skoczek | c8 – Biały król · h8 – Biały skoczek · d7 – Biały pionek · e7 – Biały pionek · g7 – Czarny król · f6 – Biały skoczek · g5 – Czarny skoczek | c8 – Biały król · h8 – Biały skoczek · d7 – Biały pionek · e7 – Biały pionek · g7 – Czarny król · f6 – Biały skoczek · g5 – Czarny skoczek | c8 – Biały król · h8 – Biały skoczek · d7 – Biały pionek · e7 – Biały pionek · g7 – Czarny król · f6 – Biały skoczek · g5 – Czarny skoczek | c8 – Biały król · h8 – Biały skoczek · d7 – Biały pionek · e7 – Biały pionek · g7 – Czarny król · f6 – Biały skoczek · g5 – Czarny skoczek | c8 – Biały król · h8 – Biały skoczek · d7 – Biały pionek · e7 – Biały pionek · g7 – Czarny król · f6 – Biały skoczek · g5 – Czarny skoczek | 1 |
|   | a | b | c | d | e | f | g | h |   |

Rozwiązania:
[1.e8S+ Kh8 2.d8S+ i następnie 3.Sf7 mat]
[1.e8S+ Kf8 2.d8S+ i następnie 3.Sg6 mat]
[1.e8S+ Kh6 2.d8S+i następnie 3.Sdf7mat]
(zaznacz tekst pomiędzy nawiasami, aby zobaczyć rozwiązanie)